# 크리스마스에게 보내는 편지
《크리스마스에게 보내는 편지》는 2001년 12월 14일에 MBC에서 방영한 베스트극장이다.

## 등장 인물

### 주요 인물
- 김인권 : 태영 역 (아역 윤종환)
- 정은경 : 상희 역 (아역 한예린)
- 손현주 : 횟집 주인 역

### 그 외 인물
- 김지영 : 할머니 역
- 남창희 : 병기 역
- 김일우 : 인부 1 역
- 이인철 : 인부 2 역
- 김홍석 : 의사 역
- 윤예희 : 판사 역
- 맹봉학 : 하역장 관리인 역
- 최재호 : 횟집 손님 역
- 최범호 : 동사무소 직원 역
- 최민서 : 사채업자 역
- 이선영 : 약사 역
- 손유경 : 간호사 역
- 윤희주 : 간호사 역